# Högskärsörarna (Eckerö, Åland)
Högskärsörarna är öar i Åland (Finland). De ligger i den västra delen av landskapet, 30 km nordväst om huvudstaden Mariehamn.